# دهروشا
دهروشا (به لاتین: Dhrousha یا Drouseia) یک منطقهٔ مسکونی در قبرس است که در ناحیه پافوس واقع شده‌است. دهروشا ۳۸۶ نفر جمعیت دارد و ۶۴۰ متر بالاتر از سطح دریا واقع شده‌است.